# Fältdammen
Fältdammen är en sjö i Hultsfreds kommun i Småland och ingår i Emåns huvudavrinningsområde. Fältdammen ligger i Björnnäset Natura 2000-område.